# .net
.net 是互聯網的通用頂級域之一，主要供互聯網服務供應商或互聯網基礎建設的機構使用，但隨著.com、.org及.net開放無限制註冊，這個差別已不復存在。

## 外部連結
- IANA root-zone whois information for .net（页面存档备份，存于）
- List of .net accredited registrars（页面存档备份，存于）